# Арто Сеппяля
А́рто Се́ппяля (фін. Arto Seppälä, псевдонім Ейно Віно / Eino Vino; *5 листопада 1936, Ульвіла, Фінляндія) — фінський письменник, автор романів, п'єс, есеїв та афоризмів.

## З життєпису та творчості
У період від 1959 до 1967 року працював репортером новин для Aamulehti, а у період 1967-87 років — репортером з тематики культури, поки не став незалежним письменником.
Взірцями для наслідування називає Пентті Хаанпяя, Антті Гірі, Мартті Йоенполве, Марію Йотун і Міркку Реколу. 
Дебютним романом була гумористична народна казка Kukkopojat (1961).
Молодіжний роман Minäminä ja Koistinen, опублікований у 1969 році, розповідає про світ молодих людей, які дорослішають, був добре сприйнятий критикою і читачами. 
За свій другий молодіжний роман Kättä päälle, Vasco da Gama Сеппяля отримав державну літературну премію (1979).
За романом-мініатюрою Pohjantähti on aina pohjoisessa (1974) про дезертира з воєнного фронту поставили п'єсу-монолог Pruuno Karppisen sota ja rauha. 
Найпопулярніша п'єса Сеппяля — це «П'ять жінок у каплиці» (Viisi naista kappelissa), яку виконували приблизно на 70 фінських сценах з моменту прем'єри у Тампере (1979), її ж переклали майже 10 іноземними мовами. Вона стала першою фінською виставою, поставленою професійними театральними колективами, не рахуючи Бродвей.
Збірки афоризмів Сеппяля Aika on oravanhammas (1992) та Unet kuin arakkus (1999), опубліковані автором уже в його зрілому віці, отримали хороші відгуки. У 2010 році він отримав премію Самулі Паронена за свої афоризми.
У 1987 році Арто Сеппяля працював головним художником округу Хяме. Він також викладав у Kriittisnes högälä, коледжі Орівесі та драматичній студії університету Тампере.

### Романи і збірки новел та оповідань
- Kukkopojat (WSOY 1961)
- Minäminä ja Koistinen (молодіжний роман, WSOY 1969)
- Pohjantähti on aina pohjoisessa (WSOY 1974)
- Kättä päälle, Vasco da Gama (молодіжний роман, WSOY 1978)
- Viisi naista kappelissa (оповідання та новели, Weilin + Göös 1981)
- Selkeemmille vesille (WSOY 1995, нове видання Sanasato Oy, 2016)

### Есеї та збірки афоризмів
- Mitä Waltari vastasi: kirjoituksia kirjoista, kirjailijoista, kirjallisuudesta, kirjoittamisesta, (есеї 1989)
- Aika on oravanhammas (1992)
- Unet kuin rakkaus (Maahenki 1999)
- Sateenkaari (2005)
- Lapsi, olet puu (Maahenki 2013)

### Інші книги
- Ajatus on hiirihaukka: Veikko Huovinen, humoristi (WSOY 1975)
- Lanka läpi vuosisatojen, Tekstiili- ja vaatetusteollisuus ry 2005
- Sanasi sun: luovan kirjoittamisen opas ja lukemisto, разом з Маркку Хаттулою, Maahenki 2006
- Naurun vuoksi : sketsejä arkeen ja juhlaan. Маркку Хаттула, Тімо Латікка та Арто Сеппяля. (Tekstitalli, 2008)
- Koti, kenttä ja kasarmi : kirjeitä armeijasta kotiväellä 1958-1959 рр.  (Tekstitalli 2009)
- Naurun vuoksi 2010, Маркку Хаттула та Арто Сеппяля (Tekstitalli 2010)
- Paraatimorsian : saksalaissotilaiden aikaa 1940-luvun Porissa : monologi ja kaksi kirjoitusta (Omakustanne 2012)
- Olen lukenut Alastalon salissa. Передмова та редакція Арто Сеппяля. (Sanasato, 2015)
- Raimo Kanerva 1941-1999 : maalauksia, grafiikkaa, veistoksia. Текст Майла-Кааріна Туомінен і Арто Сеппяля. (Tampereen Saskia, 2009)

### П'єси
- Війна і мир Прууно Карппінена (Pruuno Karppisen sota ja rauha), п’єса-монолог із короткого роману «Північна зірка завжди на півночі » (1974)
- П'ять жінок у каплиці (Viisi naista kappelissa, 1979)
- Життя жінки (Naisen elämää 1982)
- Згаяне життя (Elämättä jäänyt elämä), також як телевізійна вистава (1983)
- Морські брати (Meren veljet 1984)
- Троянди для Каріни (Ruusuja Kaarinalle 1985)
- Kosken korvalla, кабаре разом з Йормою Кайрімо та Калеві Калемаа, прем'єра в театрі Тампере Тьовеен 6/02/1986
- Leveäharteinen kaupunki, заснована на постановці Вільйо Кайави, прем’єра в театрі Тампере Тьовеен 11/11/1987
- Kuninkaan kujanjuoksu (1990)
- Päivänkukka (1990)
- Syytettynä insestistä, eli Sammakko on sammakko (1994 разом з Аапо Юнколою )
- Neito karhun kämmenellä, разом з Аулісом Арніо та Аапо Юнколою (2001)
- Sähköä, sanoi Lönruutti, разом із Тайною Тееріальо (2002)
- Kuusijuhla, joulunäytelmiä kouluille, разом з Маркку Хаттула (2003)
- Білі та чорні лебеді (Valkeat joutsenet ja mustat Omakustanne 2006)
- Парадна наречена (Paraatimorsian 2012)

## Участь у громадському управлінні
- Правління Спілки письменників Фінляндії (1987–1995)
- Голова правління Спілки драматургів Фінляндії (1987–1996)
- Член ради Фонду Фінського інституту книги (починаючи з 2012)
- Правління клубу Väinö Linna (1982–2000)
- Заступник голови Держкомлітератури (1998–2000, голова 2007– )
- Правління клубу Arto Paasilinna (1998–2004)
- Правління Krittinisen högålö (1998–2001)
- Правління клубу «Аркадія» (1999– )

## Нагороди та відзнаки
- Літературна премія міста Порі (1962)
- Літературна премія міста Тампере (1974, 1981, 1990, 1992, 1995, 1999)
- Літня премія театру Тампере (1975)
- Державна премія з журналістики (1977)
- Державна премія з літератури (1979)
- художня пенсія (1997)
- Премія Nortamo (2004)
- Премія Самулі Паронена (2010), Товариство афористів Фінляндії
- Почесний член Асоціації афористів Тампере (2011)
- Золота відзнака на честь визнання Асоціації аматорських театрів Фінляндії (2011)
- Почесний член Спілки драматургів Фінляндії (2012)